# Савосін Геннадій Анатолійович
Савосін Геннадій Анатолійович (нар. 26 квітня 1947, м. Стариця, Калінінградська область, Росія) — український політик. Народився 26 квітня 1947 р. Народний депутат України 5-го скликання з кінця травня 2006 року. Обраний від Соціалістичної партії України

## Життєпис
Народився 26 квітня 1947 року в місті Стариця Калінінської області, Росія.
Освіта — вища. В 1972 році закінчив Львівський політехнічний інститут, радіотехнічний факультет, де отримав спеціальність радіоінженер.

## Кар'єра
З 1965 року почав працювати робітником у військовій частині 06867. В січні 1966 року був прийнятий на роботу на Хмельницький радіотехнічний завод, на якому пропрацював майже 25 років. На цьому заводі пройшов шлях від слюсаря до секретаря парткому заводу з правами райкому партії.
В 1990 році був рекомендованим на роботу в Хмельницький міськком КПУ на посаду завідувача організаційного відділу, де проробив по серпень 1991 року.
З листопада 1991 року по травень 1992 року — головний механік, технічний директор спільного українсько-болгарського підприємства «ХМЕСІЛ». З 1992 по 1994 р.р. — заступник директора УМП «КІДЕН».
З січня по серпень 1995 року — директор акціонерного товариства «Чумацький шлях».

## Політична кар'єра
З серпня 1994 року — помічник-консультант народних депутатів Й.Вінського, Н.Марковської, В.Співачука, В.Полякова.
Державний службовець І рангу І категорії.
Член Соціалістичної партії України з 1991 року. Народний депутат України V скликання.
Член Політради СПУ, I секретар Хмельницького обласного комітету СПУ.

## Родина
Одружений. Має сина, доньку, двох онуків.